# Erika Vázquez Morales
Erika Vázquez Morales (Pamplona, 16 de febrer de 1983) és una exfutbolista i entrenadora de futbol navarresa.
Davantera, ha jugat l'Eurocopa 2013 i el Mundial 2015. Al maig de 2022 anuncia la seva retirada del futbol, havent-se convertit en la futbolista amb més partits jugats en l'Athletic Club, i la segona golejadora, amb 264 gols, per darrere de Zarra. Internacional amb la selecció espanyola de futbol en quaranta-set ocasions entre 2003 i 2016, participà a l'Eurocopa de 2013 i a la Copa del Món de 2015.